# Vernissage!
Vernissage! è un cortometraggio del 2002 diretto da Stella Leonetti.
Il film si basa sulla vita del pittore italiano Michelangelo Merisi da Caravaggio e racconta la presentazione di uno dei dipinti più celebri, le Sette opere di Misericordia.

## Riconoscimenti
- 2002 - Nastro d'argento
  - Menzione speciale
- 2002 - Globo d'oro
  - Premio speciale della giuria